# 파브리카디로마
파브리카디로마(이탈리아어: Fabrica di Roma)는 이탈리아 라치오주 비테르보도에 위치한 코무네다. 로마로부터 북서쪽 80km, 비테르보로부터 서쪽 25km 거리에 있다.